# Mustapha Dinguizli

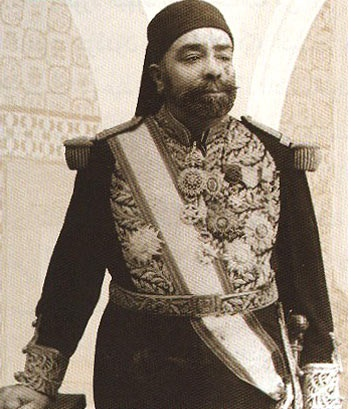
Mustapha Dinguizli

Mustapha Dinguizli (1865-1926) foi um político tunisino. Ele nasceu em Tunes; ele serviu como primeiro-ministro da Tunísia de 1922 até à sua morte.
Dinguizli nasceu em Tunis numa família de origem turca. Estudou no Collège Sadiki e depois na Ecole Normale de Versailles e na École Normale Supérieure de Fontenay-Saint-Cloud.